# نورتاندرولون
نورتاندرولون (به انگلیسی: Norethandrolone)، پرونابول (به انگلیسی: Pronabol) یا نیله‌وار (به انگلیسی: Nilevar) یک استروئید آنابولیک است. این ترکیب دارویی بیشتر به شکل قرص‌های ۲۵ میلی‌گرمی تولید می‌شود و دوزاژ خوراکی آن بر مبنای وزن بدن معمولاً به‌طور روزانه در نظر گرفته می‌شود.